# Festival Cine B
El Festival Cine//B (en inglés: Cine//B International Film Festival) es un festival de cine independiente que se celebra anualmente durante el mes de noviembre en Santiago de Chile. 
La muestra de películas recorre importantes salas de Santiago, como el Espacio Telefónica, el Cine Radical, Lastarria 90, el Museo Nacional y los DD.HH., Matucana100, entre otros.

## Historia
El Festival Cine//B nace el 2008 con la necesidad de darle cabida a un cine joven, un cine de recambio, nuevo en recursos y con puesta en escena creativas que se alejen de las convenciones.

Pensar que el cine se mide por su presupuesto, por su recorrido en festivales, sus premios o cantidad de espectadores es erróneo.
 Editorial, Florencia Dupont, Directora de Programación del Festival Cine B, 2011

El Festival Cine//B con la intención de darle vida a un cine nuevo y diverso, ha tenido como única regla que las películas estén finalizadas en formato digital.

Una película no es película  hasta que alguien la ve. Cine//B se hace cargo de esto y presenta más de 700 películas que luchan por encontrar espectadores.
 Ideas incompletas sobre el nuevo cine, Antonino Ballestrazzi, Director Festival Cine B, 2011

Como gran hito del festival, el año 2011 tuvo como invitado al director franco-argentino Gaspar Noé que estuvo presentando su último largometraje Enter the Void

El año 2012, el Festival Cine B tuvo como importante iniciativa regalar películas en el Metro de Santiago. Los asistentes llegaron con sus pendrives a la cita para recoger las películas gratis.

## Manifiesto B
El Festival Cine B tiene un manifiesto sobre el cine que contiene los siguientes puntos:
1. El viejo cine ha muerto. Creemos en el nuevo.
2. Ni ficción ni documental. Cine.
3. Tu película no es para todos. Y da lo mismo.
4. Cine inacabado, imperfecto.
5. Cine limitado en recursos. No en lenguaje.
6. El cine es un negocio. Un mal negocio.
7. No hay películas buenas. No hay películas malas.
8. No hay cine de mujeres. No hay cine de hombres. No hay cine de mapuches. No hay cine gay.
9. El cine no es alfombra roja. Es masking tape y gaffer.
10. Si no se ve, no existe.

## Competencia
La competencia del festival se divide en seis categorías:
- Largometraje nacional
- Largometraje resto del mundo
- Cine en Movimiento (Proyectos que estén al menos en su primer corte)
- Cortometraje nacional
- Cortometraje resto del mundo
- Videoclip

## Secciones
Como otras actividades importantes del festival, destacan las muestras de Nuevo Cine Chileno, Largos Internacional, Corto Nacional e Internacional, Cine en Movimiento (CEM) y Videoclips.
También el Festival Cine//B tiene múltiples actividades que acompañan la semana de celebración. Entre las que destacan Postporno, La Experiencia, Memoria, B_Junior, Creative Commons, diversos Focos de Autor e invitados internacionales. 

## LABEX
El Laboratorio Experimental (LABEX) es un espacio formativo dentro del festival, que se creó el año 2011 con el objetivo de ofrecer asesorías especializadas para óperas primas en desarrollo. 
El LABEX dura los cinco días de festival, donde los cineastas seleccionados tienen la posibilidad de interactuar sus proyectos con especialistas de distintas áreas del cine y de las artes visuales.